# 大阪電気通信大学総合情報学部
大阪電気通信大学総合情報学部（おおさかでんきつうしんだいがくそうごうじょうほうがくぶ、英称：Faculty of Information Science and Arts）は、大阪電気通信大学に設置されている学部の一つ。

## 概要
大阪電気通信大学総合情報学部は、2000年に情報工学科を改称して誕生した学部である。それ以降、総合情報学部は学部の改組、統合を行ない、現在、「デジタルゲーム学科」と「ゲーム&メディア学科」と「情報学科」の3学科で構成される。
デジタルゲーム学科では、ゲーム業界で活躍する教員をそろえ、ゲーム作りの技術を学び、新しいゲームを作る能力を身に着けていく。
ゲーム&メディア学科では、ゲームをコンテンツとして捉え、幅広いメディアやコンテンツの分野に広げる力を修得する。
情報学科では、スマホや家電に組み込まれるシステム全般と情報学の基礎から応用までを幅広く学び、ICTスペシャリストに必要な専門知識を学んでいく。そして、JABEE認定の「コンピュータサイエンスコース」では、IT分野・情報技術のスペシャリストに必要な知識を学び、「デジタルメディアコース」では、デジタルコンテンツのデザインやマネジメントを学んでいく。

## 沿革
- 1995年（平成7年） - 工学部の経営工学科（情報工学コース、経営工学コース）の改組・転換により情報工学部情報工学科を開設。
- 2000年（平成12年） - 大学情報工学部を総合情報学部に改称。総合情報学部にメディア情報文化学科を増設。

- 2003年（平成15年） - 総合情報学部にデジタルゲーム学科増設。

- 2005年（平成17年） - 総合情報学部情報工学科を改組し、情報通信工学部メディアコンピューターシステム学科開設。総合情報学研究科デジタルゲーム学専攻修士課程増設。

- 2006年（平成18年） - 総合情報学部のメディア情報文化学科をデジタルアート・アニメーション学科に改称。

- 2013年（平成25年） - 総合情報学部のメディアコンピュータシステム学科を情報学科に名称変更。

- 2015年（平成27年） - 総合情報学部のデジタルアート・アニメーション学科をデジタルゲーム学科に統合。

- 2018年（平成30年） - 総合情報学部のデジタルゲーム学科を廃止し、総合情報学部デジタルゲーム学科とゲーム＆メディア学科に改組。

## 組織
総合情報学部
- デジタルゲーム学科
- ゲーム&メディア学科
- 情報学科

## 交通アクセス

### 四條畷キャンパス
所在地：〒575-0063 大阪府四條畷市清滝1130-70
- JR西日本学研都市線 忍ケ丘駅から徒歩約20分。
- JR西日本学研都市線 四条畷駅から近鉄バスで「四條畷電通大」下車。
- 京阪本線 大和田駅・寝屋川市駅から京阪バスで「電通大四條畷キャンパス」下車。